# 程浩 (1923年10月)
程浩（1923年10月—2016年12月24日），曾用名陈慧连、邵祥云，男，四川万源人，中华人民共和国政治人物，曾任新疆维吾尔自治区政协副主席，中央社会主义学院副院长。